# Brann Stadion
Brann Stadion är en fotbollsarena i Bergen i Norge. Den började byggas 1918 och stod värd för sin första fotbollsmatch den 25 maj 1919. Arenan har sedan dess varit hemmaplan i fotboll för den norska sportklubben SK Brann. Arenan ligger 3 kilometer söder om stadens centrum vid foten av berget Ulriken.
Rekordpubliksiffran är från 1961, då Brann tog emot Fredrikstad FK. 24 800 åskådare var på plats på den matchen. Nuförtiden, har Brann Stadion en kapacitet på 16 750 åskådare.
Brann Stadion ägs av SK Brann (100%).